# Volkmar Andreae
Volkmar Andreae (ur. 5 lipca 1879 w Bernie, zm. 18 czerwca 1962 w Zurychu) – szwajcarski dyrygent i kompozytor.

## Życiorys
Studiował u Karla Munzingera w Bernie oraz u Franza Wüllnera w Kolonii. W latach 1900–1902 pracował jako korepetytor w operze w Monachium. W 1902 roku osiadł w Zurychu, gdzie był dyrygentem Gemischter Chor (1902–1949) i Männerchor (1904–1919), dyrygentem Tonhalle Orchester (1906–1949) oraz rektorem konserwatorium (1914–1941). W 1914 roku otrzymał tytuł doktora honoris causa konserwatorium w Zurychu. Od 1920 do 1925 roku był przewodniczącym Schweizerischer Tonkünstlerverein. Jako dyrygent wykonywał muzykę okresu romantyzmu, a także klasycyzmu i baroku. Poprowadził pierwsze włoskie wykonanie Pasji według św. Mateusza J.S. Bacha (Mediolan 1911). Odznaczony Wielką Srebrną Odznaką Honorową za Zasługi dla Republiki Austrii (1957).
Skomponował dwie opery, Ratcliff (wyst. Duisburg 1914) i Abenteuer des Casanova (wyst. Drezno 1924). Ponadto napisał m.in. dwie symfonie, Rapsodię na skrzypce i orkiestrę (1920), Musik na orkiestrę (1929), Koncert skrzypcowy (1940), Concertino na obój (1942), 2 tria fortepianowe (1901, 1908), Sonatę skrzypcową (1903), 2 kwartety smyczkowe (1905, 1922), Trio smyczkowe (1919), Divertimento na flet i trio smyczkowe (1945). W zakresie stosowanej harmoniki i instrumentacji nawiązywał do twórczości Richarda Straussa.
Jego wnukiem był dyrygent Marc Andreae.